# Élément SECIS

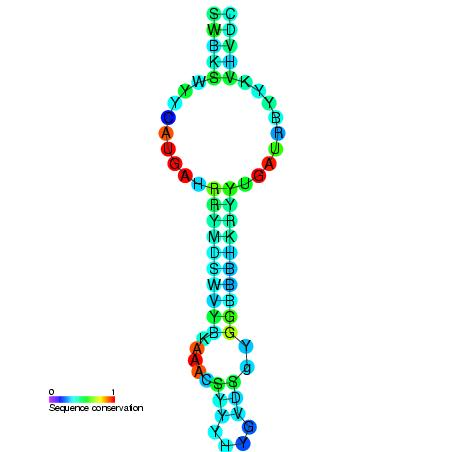
Variabilité des bases nucléiques sur l'élément SECIS.

Un élément SECIS, de l'anglais selenocysteine insertion structure, est un élément cis-régulateur d'ARN messager long d'une soixantaine de nucléotides caractérisé par sa forme en épingle à cheveux, ou « tige-boucle ». Cette structure tridimensionnelle particulière conduit les ribosomes à traduire le codon UGA par un acide aminé, la sélénocystéine, alors qu'il s'agit normalement du codon-STOP Opale dans le code génétique. Les éléments SECIS sont donc indispensables à la synthèse des sélénoprotéines, essentiellement des enzymes de la famille des oxydo-réductases.
Chez les bactéries, les éléments SECIS apparaissent peu après les codons UGA dont ils altèrent la traduction. Chez les archées et chez les eucaryotes, ils se trouvent dans la région 3'-terminale des ARN messagers et peuvent affecter le sens de plusieurs codons UGA. L'un de ces éléments SECIS se trouve dans la région 5'-terminale chez Methanococcus, du phylum des Euryarchaeota,.
La structure secondaire particulière des éléments SECIS découle d'une séquence de bases nucléiques présentant certaines caractéristiques distinctives autorisant cette configuration spatiale déterminante, notamment des appariements atypiques entre paires de bases puriques — guanine et adénine — qui sont essentiels au bon fonctionnement de l'élément SECIS.